# Municipio de Mier
El municipio de Mier es uno de los 43 municipios en que se divide para su régimen interior el estado mexicano de Tamaulipas, ubicado en el norte de la entidad y en la Frontera entre Estados Unidos y México. Su cabecera es Ciudad Mier.

## Geografía
El municipio de Mier se encuentra localizado en la zona norte del estado de Tamaulipas, formando parte de la estrecha faja fronteriza de ese estado ubicada entre la Frontera entre Estados Unidos y México y el estado de Nuevo León, tiene una extensión total de 888.35 kilómetros cuadrados ubicados entre las coordenadas 26° 35' - 26° 16' de latitud norte y 99° 26' - 99° 06' de longitud oeste y su altitud varía entre los 50 y los 200 metros sobre el nivel del mar.
Sus límite son al norte con el municipio de Guerrero y al sureste con el municipio de Miguel Alemán, al oeste y sur limita con el estado de Nuevo León, en particular con el municipio de Parás, el municipio de Agualeguas, el municipio de General Treviño y el municipio de Los Aldamas; al noreste limita con el Estado de Texas en Estados Unidos, en particular con el Condado de Starr.

### Orografía e hidrografía
El suelo del municipio es semiárido, probablemente en épocas remotas estuvo cubierto de agua marina, certificando esta tesis el hecho de existir grandes conchas de moluscos y roca caliza formada por protozoarios foraminiferos.
Su hidrografía está formada principalmente por 2 ríos: El Álamo y el Río Bravo, este último que sirve de límite con EE. UU.
De este río el municipio toma una saca de agua para bombeo para beneficiar a la población.
El río Álamo nace en la Sierra de los Picachos del estado de Nuevo León y llega al municipio con un caudal limitado solo que a partir del año 2000 gran parte del agua se queda en Mier con la construcción de la gran presa derivadora Las Blancas.
A la localidad la atraviesan 2 grandes arroyos que sirven de drenaje pluvial en la época de lluvias: El Arroyo San Juan y El Arroyo Méndez.

### Clima y ecosistemas
El clima de este municipio es predominante extremoso está considerado como semidesertico, con cambios bruscos. En el verano se superan en ocasiones arriba de los 40 °C y en el invierno se presentan descensos de hasta 4 °C. el verano es la estación más caliente del año, con masas de aire caliente, durante el día y frescos durante la noche. la precipitación pluvial varía de 500 a 600 mm como promedio anual. Las lluvias son temporales registradas principalmente en los meses de mayo, septiembre, octubre y diciembre.
Dadas las características climatológicas del municipio, su flora y fauna se limitan al área de lo xerófito, donde la variedad es notable, sin embargo destacan sobre el monte alto: Acacia farneciana y Prosopis Julifora, en el área de matorrales se pueden encontrar fácilmente camaleones, conejos, liebres, crótalos, armadillos, tuzas, etc.
y en los meses de julio y agosto hay una gran cantidad de palomas alas blancas.
En los diferentes ranchos cinegéticos registrados se realizan el deporte de la cacería del venado cola blanca. Se cuenta a su vez con cerdo alzado, conejo, liebre, gato montés, cenzontles y cardenales.

## Demografía

De acuerdo a los resultados del Conteo de Población y Vivienda realizado en 2005 por el Instituto Nacional de Estadística y Geografía, la población total del municipio de Mier es de 6 539 personas, de las cuales 3 204 son hombres y 3 335 son mujeres.

### Localidades
En el municipio de Mier se localizan 20 localidades, las principales y su población en 2005 se enlistan a continuación:
| Localidad       | Población |
| Total Municipio | 6 539     |
| Ciudad Mier     | 6 487     |
| Huatempo        | 11        |
| Jorge Mártinez  | 8         |

## Política
El gobierno del municipio es ejercido por el Ayuntamiento, que es electo por voto universal, directo y secreto para un periodo de tres años que no pueden ser reelegidos para el periodo inmediato pero si de forma no continua, el ayuntamiento lo conforman el presidente municipal, un síndico y el cabildo formado por seis regidores, cuatro electos por mayoría y dos por el principio de representación proporcional; todos entran a ejercer su cargo el día 1 de enero del año siguiente al que se llevó a cabo su elección.

### Representación legislativa
Para la elección de diputados locales al Congreso de Tamaulipas y de diputados federales a la Cámara de Diputados de México el municipio de Mier se encuentra integrado en los siguientes distritos electorales:
Local:
- Distrito electoral local de 3 de Tamaulipas con cabecera en Nuevo Laredo.[9]

Federal:
- Distrito electoral federal 2 de Tamaulipas con cabecera en la Reynosa.[10]

### Presidentes municipales
- (1996 - 1998): Jesús Ángel Guerra Mancías
- (1999 - 2001): Jesús Humberto Hinojosa Vivanco
- (2002 - 2004): Abdón Canales Díaz
- (2005 - 2007): José Herbey Ramos Ramos
- (2008 - 2010): José Iván Mancías Hinojosa
- (2011 - 2013): Alberto González Peña
- (2014 - 2016): Roberto González González
- (2016 - 2018): Roberto González Hinojosa